# Phormictopus ribeiroi
Phormictopus ribeiroi är en spindelart som beskrevs av Cândido Firmino de Mello-Leitão 1923. 
Phormictopus ribeiroi ingår i släktet Phormictopus och familjen fågelspindlar. Inga underarter finns listade i Catalogue of Life.